# Алеш Гарсія
Алеш Гарсія (кат. Aleix García, нар. 28 червня 1997, Ульдакона) — іспанський футболіст, опорний півзахисник клубу «Баєр 04» та національної збірної Іспанії.

## Клубна кар'єра
Народився 28 червня 1997 року в місті Ульдакона. Починав займатися футболом у місцевій однойменній команді, а з 2005 року перебрався до клубної системи «Вільярреала».
У дорослому футболі починав грати у третій і другій команді клубу, а в сезоні 2014/15 провів одну гру за головну команду «Вільярреала» у Ла-Лізі.
Влітку 2015 року перспективний півзахисник перебрався до англійського «Манчестер Сіті», до складу якого приєднався 2015 року. Відіграв за команду з Манчестера наступні два сезони своєї ігрової кар'єри, взявши участь у 9 іграх усіх турнірів. Згодом для здобуття ігрової практики віддавався в оренду до «Жирони» на 2017–2019 роки, а також до бельгійського «Рояль Ексель Мускрона» на сезон 2019/20.
Протягом 2020–2021 років пограв у Румунії за «Динамо» (Бухарест), після чого повернувся на батьківщину, де на правах вільного агента уклав контрак з «Ейбаром».
Влітку 2021 року повернувся до «Жирони».

## Виступи за збірні
2013 року дебютував у складі юнацької збірної Іспанії (U-16), загалом на юнацькому рівні взяв участь у 16 іграх, відзначившись 4 забитими голами.
2018 року провів одну гру за молодіжну збірну Іспанії.
У листопаді 2023 року дебютував в офіційних матчах у складі національної збірної Іспанії.

## Статистика виступів

### Статистика клубних виступів
Станом на 21 грудня 2023
| Сезон                      | Команда                    | Чемпіонат                  | Чемпіонат | Чемпіонат | Національний кубок | Національний кубок | Національний кубок | Континентальні кубки | Континентальні кубки | Континентальні кубки | Інші змагання | Інші змагання | Інші змагання | Усього | Усього |
| Сезон                      | Команда                    | Ліга                       | Ігор      | Голів     | Ліга               | Ігор               | Голів              | Ліга                 | Ігор                 | Голів                | Ліга          | Ігор          | Голів         | Ігор   | Голів  |
| -------------------------- | -------------------------- | -------------------------- | --------- | --------- | ------------------ | ------------------ | ------------------ | -------------------- | -------------------- | -------------------- | ------------- | ------------- | ------------- | ------ | ------ |
| 2013–14                    | «Вільярреал Б»             | СД                         | 3         | 0         | -                  | -                  | -                  | -                    | -                    | -                    | -             | -             | -             | 3      | 0      |
| 2014–15                    | «Вільярреал Б»             | СД                         | 7         | 0         | -                  | -                  | -                  | -                    | -                    | -                    | -             | -             | -             | 7      | 0      |
| Усього за «Вільярреал Б»   | Усього за «Вільярреал Б»   | Усього за «Вільярреал Б»   | 10        | 0         |                    | -                  | -                  |                      | -                    | -                    |               | -             | -             | 10     | 0      |
| 2014–15                    | «Вільярреал»               | ПД                         | 1         | 0         | КІ                 | 0                  | 0                  | ЛЄ                   | 0                    | 0                    | -             | -             | -             | 1      | 0      |
| 2015–16                    | «Манчестер Сіті»           | ПЛ                         | 0         | 0         | КА+КЛ              | 1+0                | 0                  | ЛЧ                   | 0                    | 0                    | -             | -             | -             | 1      | 0      |
| 2016–17                    | «Манчестер Сіті»           | ПЛ                         | 4         | 0         | КА+КЛ              | 2+2                | 0+1                | ЛЧ                   | 0                    | 0                    | -             | -             | -             | 8      | 1      |
| Усього за «Манчестер Сіті» | Усього за «Манчестер Сіті» | Усього за «Манчестер Сіті» | 4         | 0         |                    | 5                  | 1                  |                      | 0                    | 0                    |               | -             | -             | 9      | 1      |
| 2017–18                    | «Жирона»                   | ПД                         | 20        | 1         | КІ                 | 1                  | 0                  | -                    | -                    | -                    | -             | -             | -             | 21     | 1      |
| 2018–19                    | «Жирона»                   | ПД                         | 31        | 2         | КІ                 | 3                  | 0                  | -                    | -                    | -                    | -             | -             | -             | 34     | 2      |
| 2019–20                    | «Рояль Ексель Мускрон»     | ЧБ                         | 23        | 5         | КБ                 | 2                  | 0                  | -                    | -                    | -                    | -             | -             | -             | 25     | 5      |
| 2020-січ. '21              | «Динамо» (Бухарест)        | Ліга I                     | 0         | 0         | КР                 | 1                  | 0                  | -                    | -                    | -                    | -             | -             | -             | 1      | 0      |
| січ. '21                   | «Ейбар»                    | ПД                         | 11        | 0         | КІ                 | 0                  | 0                  | -                    | -                    | -                    | -             | -             | -             | 11     | 0      |
| 2021–22                    | «Жирона»                   | ПД                         | 42        | 0         | КІ                 | 3                  | 1                  | -                    | -                    | -                    | -             | -             | -             | 45     | 1      |
| 2022–23                    | «Жирона»                   | ПД                         | 30        | 1         | КІ                 | 2                  | 0                  | -                    | -                    | -                    | -             | -             | -             | 32     | 1      |
| 2023–24                    | «Жирона»                   | ПД                         | 18        | 3         | КІ                 | 0                  | 0                  | -                    | -                    | -                    | -             | -             | -             | 18     | 3      |
| Усього за «Жирону»         | Усього за «Жирону»         | Усього за «Жирону»         | 141       | 7         |                    | 9                  | 1                  |                      | 0                    | 0                    |               | 0             | 0             | 150    | 8      |
| Усього за кар'єру          | Усього за кар'єру          | Усього за кар'єру          | 190       | 12        |                    | 17                 | 2                  |                      | 0                    | 0                    |               | 0             | -0            | 100    | 9      |

### Статистика виступів за збірну
Станом на 15 жовтня 2024 року
| Дата       | Місто   | Господарі | Результат | Гості   | Турнір                               | Голи | Примітки |
| ---------- | ------- | --------- | --------- | ------- | ------------------------------------ | ---- | -------- |
| 16-11-2023 | Лімасол | Кіпр      | 1 – 3     | Іспанія | Відбір до ЧЄ 2024                    | -    | 46'      |
| 5-6-2024   | Бадахос | Іспанія   | 5 – 0     | Андорра | товариський матч                     | -    | 67'      |
| 8-9-2024   | Женева  | Швейцарія | 1 – 4     | Іспанія | Ліга націй УЄФА 2024-2025 - 1-й етап | -    | 81'      |
| 15-10-2024 | Кордова | Іспанія   | 3 – 0     | Сербія  | Ліга націй УЄФА 2024-2025 - 1-й етап | -    | 82'      |
| Усього     |         | Матчів    | 4         |         | Голів                                | 0    |          |

| Дата      | Місто      | Господарі | Результат | Гості   | Турнір                             | Голи | Примітки |
| --------- | ---------- | --------- | --------- | ------- | ---------------------------------- | ---- | -------- |
| 27-3-2018 | Понферрада | Іспанія   | 3 – 1     | Естонія | Кваліфікація молодіжного Євро-2019 | -    |          |
| Усього    |            | Матчів    | 1         |         | Голів                              | 0    |          |

## Титули і досягнення
- Володар Суперкубка Німеччини (1):

«Баєр 04»: 2024